# 지속 데이터 보호
지속 데이터 보호(持續-保護, Continuity Data protection, CDP)는 저장한 데이터가 변할 때 자동으로 복사 저장하여 특정 시점으로의 복구를 강점으로 하는 백업 기술이다. 파일 단위 백업과는 다르게 볼륨 단위으로 백업된다.

## 참고 문헌
- 〈지속 데이터 보호〉. 《네이버 용어사전》.